# El traidor
El traidor fue un programa, mezcla de concurso y reality show, adaptación del formato internacional de "The Mole", emitido por Cuatro entre el 12 de julio y el 8 de septiembre de 2006. Presentado por Luis Larrodera y copresentado por Sergio Muñiz en las labores de campo.

## Formato
Consistía en someter a una veintena de concursantes a diversos retos y pruebas, cada una de las cuales (en caso de llevarlas a cabo con éxito), les reportará dinero, que se irá guardando hasta el programa final, en el que el ganador se lo llevará todo. Pero dentro del grupo hay un traidor, un infiltrado que hará todo lo posible para que sus compañeros fracasen en las pruebas, aunque, eso si, lo más disimuladamente que pueda, no debe ser descubierto. A finales de agosto de 2006, se emitió el último programa, en el que "el traidor", en este caso traidora, fue descubierta y un joven aspirante a policía local de Valencia se llevó el bote. Luis Larrodera se despidió de la audiencia hasta la próxima edición del concurso, pero no hubo tal.
Los programas seguían un esquema: los concursantes eran reunidos en la gala, se veían los videos de las pruebas de la semana y al final se procedía al test. Cada uno de los participantes realizaba un cuestionario de múltiple respuesta sobre la identidad del Traidor, quedando eliminado esa semana aquel que más errores obtuviera; usándose en caso de desempate el tiempo que hubieran tardado en realizarlo.
Así, hasta que no quedaran más de tres concursantes (uno de ellos, el traidor). Para comunicar quien era el eliminado, Luis Larrodera introducía su nombre en un ordenador. Si aparecía la pantalla en verde después de validarlo, este seguía en juego; mientras que si fuera roja, este era eliminado.
Participaron 11 concursantes y el escenario de las pruebas semanales fue Andalucía (España). El Ganador se llevó 49 000 euros de los 100 000 en juego.
Los 10 participantes y el traidor debieron superar todo tipo de retos y pruebas. En caso de que todo el grupo superara una prueba, la cantidad fijada para ella pasaba a un bote que se llevaría el ganador final. En caso de no superarla, esa cantidad la perdía todo el grupo.
En cada programa los concursantes debieron pasar un test secreto e individual de 20 preguntas acerca de la personalidad del traidor. El concursante que menos datos conocía del traidor abandonaba el programa de forma inmediata y sin posibilidad de mezclarse o despedirse del resto de concursantes. Así fue hasta que quedaron 3 concursantes, uno de los cuales era el Traidor. En la final, los telespectadores revelaron la identidad del Traidor: Eva. David se hizo con la victoria al acertar 18 de las 20 preguntas en el test definitivo, una más que Iria.

## Pruebas
Paracaídas, laberintos nocturnos, puenting, secuestros… los participantes tuvieron que superar más de 20 pruebas colectivas y 7 individuales.
La dotación económica de cada prueba varió en función de su dificultad. Todas eran susceptibles de ser boicoteadas por el traidor.

## Participantes
| Concursantes      | Residencia       | Ocupación                    | Edad    | Información    |
| ----------------- | ---------------- | ---------------------------- | ------- | -------------- |
| David Rua         | Silla            | Opositor a Policía Nacional  | 29 años | Ganador        |
| Eva Pablo         | Blanes           | Administrativa               | 28 años | Topo           |
| Iria Pose         | La Coruña        | Crupier                      | 26 años | Finalista      |
| Antonio García    | Benalmádena      | Profesor de Educación Física | 41 años | 8.º Expulsado  |
| Lorena Gutiérrez  | Málaga           | Auxiliar de vuelo            | 28 años | 7.ª Expulsada  |
| Esperanza Salazar | Sevilla          | Comercial                    | 33 años | 6.ª Expulsada  |
| Irene Gómez       | Calpe            | Maestra                      | 33 años | 5.ª Expulsada  |
| Óscar Sánchez     | San Cugat        | Analista diseñador           | 28 años | 4.º Expulsado  |
| Ana Recuero       | Barcelona        | Asesora financiera           | 23 años | 3.ª Expulsada  |
| Manuel Llanes     | Lanzarote        | Director de cruceros         | 32 años | 2.º Expulsado  |
| Carlos I. Hebrero | Tortoles Esguevo | Monitor deportivo            | 34 años | 1.er Expulsado |

## En otras cadenas
Tras el final de este concurso, Telecinco compró los derechos de emisión de este programa, y planea emitirlo a lo largo de 2009 bajo el nombre de El topo.
En España, este mismo formato ha sido emitido por TV3 - El Talp - y en Etb - El topo - con éxitos dispares.
- Datos: Q2884557